# Vanessa Rubin
Vanessa Rubin (Cleveland, 1957. március 14. –), amerikai dzsesszénekesnő.

## Pályafutása
Trinidadi és louisianai szülők gyermekeként született. Zenész családban nőtt fel. Az Ohio Állami Egyetemen újságírásból szerzett diplomát. Állítólag „God Bless the Child” Billie Holiday dal előadása utáni vastaps győzte meg arról, hogy énekesnő  legyen. Clevelandben klubokban és szállodákban kezdett énekelni. Egy orgonából, gitárból, vibrafonból és dobokból álló zenekart alapított.
1982-ben New Yorkba költözött. Ott fellépett a Sweet Basilben és a Village Vanguardban a Pharoah Sanders Quartettel.
Dolgozott Kenny Barronnal, Lionel Hamptonnal, a Mercer Ellington Orchestraval, Cecil Bridgewaterral, Etta Jonesszal, Toots Thielemansszel, Steve Turre-rel, Cedar Waltonnal, Grover Washington, Jr.-ral. Később Herbie Hancockkal és Woody Hermannel szerepelt nemzetközi turnékon.

## Albumok
- 1992: Soul Eyes
- 1993: Pastiche
- 1994: I'm Glad There Is You: A Tribute to Carmen McRae
- 1995: Vanessa Rubin Sings
- 1997: New Horizons
- 1999: Language of Love
- 2001: Girl Talk
- 2013: Vanessa Rubin & Don Braden Full Circle
- 2019: The Dream Is You: Vanessa Rubin Sings Tadd Dameron

## Fordítás
- Ez a szócikk részben vagy egészben  a   Vanessa Rubin című angol Wikipédia-szócikk ezen változatának fordításán alapul.  Az eredeti cikk szerkesztőit annak laptörténete sorolja fel. Ez a jelzés csupán a megfogalmazás eredetét és a szerzői jogokat jelzi, nem szolgál a cikkben szereplő információk forrásmegjelöléseként.